# 뱀잠자리
뱀잠자리는 뱀잠자리목 뱀잠자리과의 곤충이다. '뱀잠자리'라는 이름은 길고 둥근 머리와 긴 앞가슴 모양이 마치 뱀이 머리를 곧추세우고 있는 모습과 유사하여 붙여졌다. 더듬이는 다른 잠자리들과 다르게 길다. 한국에서 기존에 뱀잠자리로 알려졌던 종은 노란뱀잠자리(Protohermes xanthodes)이며 뱀잠자리(P. grandis)종은 한국에서의 분포 확인이 필요하다.